# Twist (album d'Au bonheur des dames)
Pour les articles homonymes, voir Twist (homonymie).
Albums de Au Bonheur des Dames
Coucou maman
(1975)
Twist est le premier album du groupe français Au Bonheur des Dames sorti en 1974.

## Réception
Selon l'édition française du magazine Rolling Stone, cet album est le 76e meilleur album de rock français. Il est également inclus dans l'ouvrage Philippe Manœuvre présente : Rock français, de Johnny à BB Brunes, 123 albums essentiels.

## Titres
1. Mâche de la gomme (Paroles et musique : Alain Ranval « Ramon Pipin ») - 3:16
2. Rock & Roll (Paroles et musique : Jacques Pradel « Rita Brantalou ») - 2:00
3. Ego Dames (Paroles et musique : Alain Ranval « Ramon Pipin ») - 4:37
4. Yaketi-yak (Paroles : Vincent Lamy « Eddick Ritchell », musique : Jerry Leiber and Mike Stoller) - 2:03
5. Twist à Saint-Tropez (Paroles : Lucien Morisse et André Salvet, musique : Guy Lafitte et Martial Solal) - 1:59
6. L'île du bonheur (Paroles : Alain Magniette « Costric 1er », musique : Alain Ranval « Ramon Pipin ») - 4:40
7. Détonateur rock (Paroles et musique : Alain Ranval « Ramon Pipin ») - 2:06
8. Des mégalos pour mes galas (Paroles : Jimmy Freud, musique : Alain Ranval « Ramon Pipin ») - 2:25
9. Ramsès (Musique : Alain Ranval « Ramon Pipin ») - 2:21
10. Oh les filles (Paroles : Edmond « Eddie » ou « Eddy » Vartan, musique : Martin David Robinson “Marty Robbins”) - 4:57

## Membres du groupe jouant sur cet album
- Gepetto ben Glabros† - saxophone
- Chick Béru - guitare
- Rita Brantalou† - basse, guitare, musique et paroles
- Ulrich Danone - trompette
- Hubert de la Motte Fifrée† - batterie
- Jimmy Freud - chant et paroles
- Sharon Glory - chant
- Wolgang Lion - piano
- Ramon Pipin - guitare, musique, paroles
- Eddyck Ritchell - chant et paroles
- Shitty Télaouine - basse
- Costric 1er† - paroles